# نمل أقرن إكوادوري
نمل أقرن إكوادوري (الاسم العلمي:Proceratium ecuadoriense) هو نوع من النمل يتبع جنس النمل الأقرن من أسرة النملاوات القرناء.